# Bart táborníkem
Bart táborníkem (anglicky Boy-Scoutz 'n the Hood) 8. díl 5. řady (celkem 89.) amerického animovaného seriálu Simpsonovi. Scénář napsal Dan McGrath a díl režíroval Jeffrey Lynch. V USA měl premiéru dne 18. listopadu 1993 na stanici Fox Broadcasting Company a v Česku byl poprvé vysílán 19. května 1995 na stanici ČT1.

## Děj
Bart a Milhouse najdou 20 dolarů, které Homer ztratil, a objednají si u Apua v Kwik-E-Martu sirup. Když se jejich smysly vzpamatovávají z vysokého obsahu cukru v sirupu, utratí dvojice zbytek peněz za flám ve Springfieldu. Druhý den ráno se Bart probudí s kocovinou a uvědomí si, že se během svého hýření přidal k táborníkům, organizaci podobné skautům. 
Bart má v plánu ze skupiny co nejdříve vystoupit, ale zúčastní se schůzky, aby se vyhnul škole. Když se dozví, že táborníci dostávají kapesní nože, chodí na schůzky dál. Homer se mu za přijetí do táborníků nemilosrdně vysmívá. Když je naplánován výlet otce a syna na raftech, Bart ani Homer nechtějí jet společně. Nabízejí si navzájem pozvánky v domnění, že je oba odmítnou, ale nakonec se nechtěně na účasti shodnou. Homer se trápí, když se dozví, že budou s Bartem sdílet raft s Nedem a jeho synem Rodem. 
Když Homer ztratí mapu, pádlují špatným směrem a ocitnou se ztraceni na moři. Jejich plán na rozdělení malého množství jídla na palubě selže, když Homer nenasytně většinu jídla sní. Několik dní uvíznou bez jídla a vody; springfieldská policie je odmítne hledat, protože jejich záchrannému člunu došlo občerstvení. Vor začne prosakovat poté, co Homer omylem upustí kapesní nůž, který chtěl darovat Bartovi. Zdá se, že je vše ztraceno, ale Homer ucítí vůni jídla z Krusty Burgeru na bezobslužné ropné plošině na moři a objedná si velké množství jídla. Bart je na svého otce pyšný, když výprava na raftu přežije. 
Ostatní mladí táborníci se pod vedením Ernesta Borgninea vydají správnou cestou, ale potká je horší osud: uvíznou v temné, spletité bažině. Borgnine není schopen odrazit útok medvěda, protože mu Homer ukradl švýcarský armádní nůž, a tak prchají do opuštěného letního tábora. Začnou zpívat písně u táboráku, ale brzy je napadne neviditelná postava číhající v lese.

## Produkce
Díl napsal Dan McGrath a režíroval jej Jeffrey Lynch. Epizoda byla natočena ve Village Recorder v západním Los Angeles. Ernest Borgnine si v epizodě zahrál sám sebe. Štábu se líbila jeho práce ve filmech Marty a Odtud až na věčnost, a tak ho požádali, aby v pořadu hostoval. Borgnine měl pocit, že nabídku nemůže odmítnout, protože jeho vnoučata jsou fanoušky pořadu. V závěrečné scéně epizody Borgnine hraje na kytaru a zpívá s dětmi písně k táboráku. Borgnine byl ve skutečném životě kytaristou, a tak si s sebou do nahrávacího studia přinesl vlastní kytaru. Borgnine se omluvil, protože měl pocit, že není schopen dobře zpívat, ale Nancy Cartwrightová, jež propůjčuje hlas Bartovi, si myslela, že jeho hlas „přidává na autentičnosti jeho postavy“. Tvůrce Simpsonových Matt Groening uvedl, že nahrávání s Borgninem bylo „tak zábavné“. Hank Azaria, jenž propůjčil hlas Apuovi, poznamenal, že Borgnine „neměl ponětí, co sakra dělá. Je to dobrý herec a své repliky četl dobře, ale neměl ponětí, co je to za seriál, neměl ponětí, co děláme.“
Ve své knize My Life as a 10-Year-Old Boy Cartwrightová poznamenává, že obdivovala Borgninův výkon ve filmu Marty. Píše, že tento film „ji navždy změnil“ a že si díky němu „uvědomila, že herci mají moc svou prací inspirovat a osvítit ostatní“. Vzpomíná, že když Borgnine dorazil na natáčení, „ztratila veškerou chladnou hlavu“, přiběhla k němu a vykřikla: „Panebože, Marty!“.

## Kulturní odkazy
Když Bart a Milhouse na začátku epizody navštíví místní videopůjčovnu, Martin Prince hraje arkádovou hru podle filmu My Dinner with Andre z roku 1981. Mezi další hry v herně patří hra podle filmu Terminátor z roku 1984. Číslo „Springfield, Springfield“, které Bart a Milhouse předvedou při noční procházce městem, je odkazem na hudební číslo „New York, New York“ z filmu On the Town s Genem Kellym a Frankem Sinatrou v hlavních rolích. Během scény, ve které Hans Krtkovic a Vočko bojují s noži, Hans Vočkovi říká: „Tomu říkáš nůž? Tohle je nůž!“, což je odkaz na hlášku z filmu Krokodýl Dundee z roku 1986. Ernest Borgnine se představí na způsob Troye McClurea mladším táborníkům tím, že připomene svou roli ve filmu Odtud až na věčnost, který děti pravděpodobně neviděly. Když se Homer zasní, zpívá si píseň „Sugar, Sugar“ od skupiny The Archies. Během pobytu na voru Homer nesprávně cituje verše z díla Samuela Taylora Coleridge The Rime of the Ancient Mariner. Scéna, v níž Borgnine a ostatní raftaři proplouvají temným lesem, je odkazem na scénu z filmu Vysvobození z roku 1972 a ve scéně zazní hudba ze scény Dueling Banjos z tohoto filmu. Je naznačeno, že neviditelnou osobou, která na konci epizody napadne Borgninea, je Jason Voorhees z filmové série Pátek třináctého.

## Přijetí

### Kritika
Po odvysílání epizoda získala od televizních kritiků převážně pozitivní hodnocení. Autoři knihy I Can't Believe It's a Bigger and Better Updated Unofficial Simpsons Guide, Warren Martyn a Adrian Wood, napsali: „Úžasný díl s Homerem tak hloupým, až to není pravda, a přesto zachraňujícím situaci. Vidět Neda Flanderse, jak se mýlí, je skvělé, ale krádež pořadu se rozhoduje mezi Borgnineovou skvělou sebeironickou rolí, ironickým rackem a delfíny.“.
Colin Jacobson z DVD Movie Guide díl označil za „brilantní epizodu od začátku do konce“. Komentoval to slovy: „Vidíme, jaké úžasné množství zboží a služeb si lze ve Springfieldu koupit za pouhých 20 dolarů, a dostáváme zábavnou parodii na skauting. Když k tomu přidáme úžasné momenty rivality mezi Bartem a Homerem, seriál exceluje.“.
Patrick Bromley z DVD Verdict označil zápletku dílu za „typicky inspirativní“ a udělil mu známku A. Bill Gibron z DVD Talk udělil epizodě známku 5 z 5.
Kay Daly z TV DVD Reviews napsal: „A když už si myslíte, že tvůrci Simpsonových dotáhli parodii tak daleko, jak jen to jde, odvysílají epizodu, jako je tato. Scenáristé napěchovali 22minutovou epizodu narážkami na filmové žánry včetně katastrofických filmů, broadwayských muzikálů, dobrodružně-napínavých filmů a klasických teenagerovských hororů.“.
Adam Suraf ze serveru Dunkirkma.net díl označil za jednu ze svých deseti nejoblíbenějších epizod seriálu. Muzikálovou pasáž označil za „klasiku“. Rick Porter ze Zap 2 It napsal, že není fanouškem druhé poloviny dílu: „Navzdory přítomnosti Borgninea je Homer na můj vkus až příliš agresivně hloupý.“. První část však považoval za „naprosto brilantní“.
Kurt M. Koenigsberger analyzoval scénu z epizody ve svém díle Commodity Culture and Its Discontents, publikovaném v kompilačním díle Leaving Springfield: The Simpsons and the Possibility of Oppositional Culture, které editoval John Alberti. Poznamenal, že literární a kulturní povědomí Simpsonových se v této epizodě rozšiřuje na „konvence vlastního média“. Bart kritizuje epizodu Itchyho a Scratchyho, protože Itchy přikládá Scratchymu přídavky a podpírá mu břicho, aby vytvořil stan s vadnými uzly. Když se Homer dívá z gauče, Líza Bartovi připomene, že kreslené filmy jen nereprodukují realitu, což je zdůrazněno, když se kolem okna obývacího pokoje proplétá druhý Homer. Koenigsberger řekl, že „tento moment a mnoho dalších podobných odhaluje silný smysl pro sebeuvědomění v rámci seriálu, uvědomění, které je obzvláště charakteristické pro vysoký modernismus“.
Ve Spojeném království při uvedení 300. epizody uspořádala televize Sky One večer Zlatých koblih, v němž diváci hlasovali pro své oblíbené epizody, které zvítězily v jednotlivých kategoriích. Tato epizoda zvítězila v kategorii nejlepší školní vtípek.

### Sledovanost
V původním americkém vysílání se díl umístil na 35. místě ve sledovanosti v týdnu od 15. do 21. listopadu 1993 s ratingem Nielsenu 13,0, což znamená 12,3 milionu domácností. Epizoda byla v tomto týdnu nejlépe hodnoceným pořadem na stanici Fox.